# Erasmus Alberus
Erasmus Alberus ou Érasme Alber est un humaniste allemand, réformateur luthérien et poète, né à Bruchenbrücken (aujourd'hui une partie de Friedberg) vers 1500, et mort à Neubrandenbourg  le 5 mai 1553.

## Biographie
Erasmus Alber est le fils de Tilemann Alber qui était maître d'école, mais ses premières études ont été négligées. En 1518, il a étudié la théologie à l'Université de Wittemberg où il a attiré l'attention de Martin Luther et de Philippe Mélanchthon, et est devenu par la suite l'un des assistants les plus actifs de Luther dans la Réforme protestante.
Il a défendu la cause protestante en tant que prédicateur et théologien. Il a publié en 1542 une satire en prose dont Luther a écrit la préface et qui sera traduite en français sous le titre L'Alcoran des cordeliers. Ce texte, adaptation parodique du livre De conformitate vitae Beati Francisci ad vitam Domini Iesu (Liber conformitatum) du moine franciscain Barthélemy de Pise, ridiculise l' ordre franciscain. Par cette publication, Erasmus Alber a été presque le seul partisan de Luther à user de la satire littéraire contre les catholiques romains. L'ouvrage a attiré des réactions d'auteurs catholiques tels que Henricus Sedulius (vers 1547-1621), qui a critiqué les arguments d'Erasmus Alberus dans son livre Apologeticus adversus Alcoranum Franciscanorum, pro Libro Conformitatum (Anvers, 1607).
Le Buch von der Tugend und Weisheit (Le Livre de la vertu et la sagesse, 1550) est un recueil de quarante-neuf fables d'une plus grande valeur didactique dans lesquelles Alberus donne son point de vue sur les relations entre l'Église et l'État. Sa satire est incisive, mais de manière savante et humaniste.
Plusieurs hymnes d'Alberus montrent l'influence de Luther et ont été conservés dans l'hymnaire protestant allemand.
Après la mort de Luther (1546), Alberus fut un temps diacre à Wittemberg. Il s'est impliqué dans les conflits politiques de son temps. Il est à Magdebourg en 1550-1551, alors que cette ville est assiégée par Maurice, électeur de Saxe. En 1552, il a été nommé Generalsuperintendent (inspecteur général de l'église luthérienne) à Neubrandenbourg en duché de Mecklembourg-Güstrow où il est mort le 5 mai 1553.

## Publications
- L'Alcoran des cordeliers, à Amsterdam, 1734 tome 1, tome 2
- Les poèmes d'Alberus, Gott hat das Evangelium (Dieu, l'Évangile - BWV 319) et Nun freut euch, Gottes Kinder all (Maintenant, vous, tous les enfants de Dieu - BWV 387), ont été mis en musique par Jean Sébastien Bach.
- Etliche Fabel Esopi, verdeutscht und in Reime gebracht, Hagenau, 1534
- Buch von der Tugend und Weisheit, 1550

## Source
- (en) Cet article est partiellement ou en totalité issu de l’article de Wikipédia en anglais intitulé « Erasmus Alberus » (voir la liste des auteurs).